# Захави, Амоц
Амоц Захави (ивр. אמוץ זהבי‎;
14 августа 1928, Петах-Тиква — 12 мая 2017, Тель-Авив) — израильский эволюционный биолог, заслуженный профессор зоологического отделения Тель-Авивского Университета, один из основателей Израильского общества охраны природы. Его основные работы посвящены естественному отбору и признакам приспособленности организмов к окружающей среде.

## Биография
В 1953 году вместе с Азария Алоном (ивр. עזריה אלון‎) основал Израильское общество охраны природы с целью координации деятельности в области охраны природы в Израиле.
Получил степень доктора философии в Тель-Авивском Университете в 1970 году. Жена — Авишаг Захави, его коллега, две дочери.

## Научная карьера
Захави наиболее известен благодаря выдвинутой им концепции гандикапа, которую он опубликовал в 1975 году после исследования птиц вида Turdoides squamiceps. Теория объясняет происхождение признаков, которые ошибочно могут рассматриваться как физический недостаток (handicap), усложняющий выживание, например, павлиний хвост или развесистые рога оленей, а также моделей поведения, подвергающих животное опасности. По научно обоснованному мнению Захави, такие признаки парадоксальным образом способствуют выживанию и благодаря половому отбору закрепляются в популяции.

## Награды
В 1980 году Амоц Захави совместно с Израильским обществом охраны природы, Азарией Алоном и Йоавом Саги получил Премию Израиля за особые заслуги перед обществом и государством в области охраны окружающей среды.

## Труды

### на английском
- Zahavi, A. (1975) Mate selection — a selection for a handicap. Journal of Theoretical Biology. 53: 205—214.
- Zahavi, A. (1977) The cost of honesty (Further remarks on the handicap principle). Journal of Theoretical Biology. 67: 603—605.
- Zahavi, A. and Zahavi, A. (1997). The handicap principle: a missing piece of Darwin’s puzzle. Oxford University Press. Oxford. ISBN 0-19-510035-2

### на иврите
- טווסים, אלטרואיזם, ועקרון ההכבדה — «Павлины, альтруизм и принцип гандикапа», Амоц и Авишаг Захави, 1996